# Jill Driessens
Jill Driessens (Borgerhout, 28 oktober 1982) is een Belgisch korfbalster.

## Levensloop
Driessens is actief bij Riviera. Tevens maakte ze deel uit van het Belgisch nationaal team, waarmee ze onder meer zilver won op het wereldkampioenschap van 2011 en het EK van 2010.